# Karl Hess
Karl Hess (né Carl Hess III ; 25 mai 1923 - 22 avril 1994) est un auteur et rédacteur de discours américain, ainsi qu’un philosophe politique aux multiples facettes. Tour à tour éditeur, soudeur, pilote de moto et militant libertarien, il s’est distingué par son opposition à l’impôt et son engagement en faveur de la liberté individuelle. Son parcours intellectuel et politique l’a mené des cercles conservateurs républicains à la Nouvelle Gauche, avant qu’il n’adopte une synthèse originale de libertarianisme de gauche, d’anarcho-capitalisme et de laissez-faire. Il est notamment à l’origine de l’une des premières mentions du terme « anarcho-capitalisme » dans un contexte moderne, dans son essai de 1969 La mort de la politique. Plus tard dans sa vie, il résuma son approche de l’économie en déclarant : « Je suis de profession un marchant libre – artisan et penseur, travaillant le bois, la soudure et l’écriture ».

## Jeunesse
Karl Hess est né à Washington, D.C., avant de s’installer aux Philippines durant son enfance. Ses parents étaient d'origine allemande et espagnole. Lorsque sa mère découvrit l'infidélité de son mari, elle demanda le divorce et retourna à Washington avec son fils. Refusant toute pension alimentaire, elle choisit d’assurer seule leur subsistance en travaillant comme opératrice téléphonique, élevant Karl dans des conditions très modestes.
Dès son plus jeune âge, Hess montra une indépendance d’esprit marquée et une passion pour l’apprentissage autodidacte. Partageant la conviction de sa mère selon laquelle l’éducation publique était une perte de temps, il évita l’école autant que possible, allant jusqu'à s’inscrire dans plusieurs établissements pour échapper aux agents de lutte contre l’absentéisme. Il développa un profond respect pour les bibliothèques, qu’il considérait comme essentielles à l’éducation et à la liberté intellectuelle. Dans son autobiographie, il écrivit : « L’alphabétisation est l’outil fondamental de l’atelier du monde entier ».
Dans son livre Dear America, Hess écrivit qu'il était devenu athée après avoir travaillé temporairement comme assistant coroner à l'âge de 15 ans, ce qui le convainquit que les êtres humains n'étaient que des entités de chair et de sang, sans vie après la mort. Par conséquent, il cessa de fréquenter l'église, bien qu'il ait été auparavant un catholique fervent. Des années plus tard, alors qu'il était en congé de Champion et travaillait pour l'American Enterprise Institute (AEI), il recommença à aller à l'église, car presque tous ses collègues de l'AEI y assistaient. Cette expérience ne fit que renforcer son athéisme : un dimanche matin, alors qu'il endurait un service religieux avec son jeune fils assis sur ses genoux, il fut dégoûté de lui-même pour avoir exposé son enfant à une institution qu'il rejetait personnellement.

## Carrière
Hess abandonna officiellement ses études à l’âge de 15 ans et intégra le Mutual Broadcasting System en tant que rédacteur de nouvelles, sur recommandation de Walter Compton, un commentateur de l’agence. À seulement 18 ans, il devint rédacteur en chef adjoint du Washington Daily News.
Au début de la Seconde Guerre mondiale, en 1942, il s’engagea dans l’armée américaine mais fut rapidement libéré après la découverte qu’il avait contracté le paludisme lors de son séjour aux Philippines.
Par la suite, il devint rédacteur pour Newsweek et The Fisherman. Il travailla comme rédacteur salarié, et parfois comme pigiste, pour plusieurs périodiques anticommunistes. Dans les années 1950, il travailla pour la Champion Papers and Fibre Company. Il fut consterné de constater que les cadres du monde de l'entreprise semblaient plus intéressés par leur avancement personnel que par la qualité de leur travail. Chez Champion, ses supérieurs l'encouragèrent à s'impliquer en politique conservatrice pour servir les intérêts de l'entreprise. C'est ainsi qu'il rencontra le sénateur de l'Arizona Barry Goldwater et de nombreux autres républicains influents, marquant ainsi le début de son engagement au sein du Parti républicain.

## Activités politiques
Hess était le principal auteur des plateformes du Parti républicain entre 1960 et 1964. En préparation de l'élection présidentielle de 1964, Hess travailla en étroite collaboration avec Barry Goldwater. Il en vint à considérer Goldwater comme un homme de caractère exemplaire, un conservateur partageant plusieurs convictions libertariennes. Hess travailla comme rédacteur de discours et explora l'idéologie et la politique. Il fut largement reconnu comme l'auteur de la célèbre phrase de Goldwater : « L'extrémisme dans la défense de la liberté n'est pas un vice ; la modération dans la poursuite de la justice n'est pas une vertu », mais il révéla qu'il avait découvert cette idée dans une lettre d'un historien expert sur Lincoln, Harry Jaffa, et qu'il apprit plus tard qu'il s'agissait d'une paraphrase d'un passage de Cicéron. Il qualifia ensuite cette période de sa vie de phase de « guerrier de la guerre froide ».
Après la campagne présidentielle de 1964, au cours de laquelle Lyndon Johnson écrasa Goldwater, Hess devint désillusionné par la politique traditionnelle et se radicalisa. Lui et d'autres membres de l'équipe perdante se retrouvèrent marginalisés au sein du Parti républicain national en raison de leur soutien à Goldwater. Hess estima avoir été purgé par les républicains et se détourna totalement de la politique conventionnelle.
En 1965, Hess se mit à la moto. Son besoin occasionnel de réparer ses véhicules l’amena à s'intéresser à la soudure, qu'il apprit en 1967 à la Bell Vocational School. Ses compétences en soudure lui permirent de développer une nouvelle source de revenus. Il créa d'abord un partenariat commercial avec un camarade de Bell, réalisant des travaux de soudure industrielle sur site. Finalement, son expertise l’amena à se consacrer à la sculpture en métal soudé.
Tous ces événements coïncidèrent avec son divorce d’avec sa première épouse. Par la suite, Hess critiqua publiquement les grandes entreprises, l’hypocrisie des banlieues américaines et le complexe militaro-industriel. Bien qu'il ait largement dépassé l'âge universitaire, Hess rejoignit les Students for a Democratic Society, travailla avec le Black Panther Party et protesta contre la guerre du Viêt Nam.
Après son engagement dans la campagne de Goldwater, Hess fut ciblé par un audit de l'Internal Revenue Service (IRS), qu'il considérait comme des représailles pour son soutien au candidat vaincu. En réponse, il envoya à l’IRS une copie de la Déclaration d'Indépendance des États-Unis accompagnée d’une lettre déclarant qu’il ne paierait plus jamais d’impôts. Hess affirma que l’IRS le menaça alors de saisir tous ses biens et 100 % de ses revenus futurs. Par la suite, il fut financièrement soutenu par sa femme et utilisa le troc pour subvenir à ses besoins.
En 1968, Richard Nixon fut élu président et Barry Goldwater retrouva son siège de sénateur junior de l'Arizona. Bien que désormais proche de la Nouvelle Gauche, Hess continua d’écrire occasionnellement des discours pour Goldwater et entretint une relation personnelle étroite avec lui. Il avait conclu que les Américains ne devraient pas être contraints au service militaire et exhorta Goldwater à proposer une loi abolissant la conscription. Goldwater répondit : « Eh bien, attendons de voir ce que Dick Nixon veut faire à ce sujet. » Hess, qui méprisait Nixon presque autant qu’il admirait Goldwater, ne pouvait supporter l'idée que ce dernier se soumette à Nixon. Cette divergence mit fin à l’une des relations professionnelles les plus importantes de Hess et brisa profondément leur amitié. Ironiquement, Nixon finit par abolir la conscription pendant sa présidence, avec le soutien de Goldwater. Plus tard, Hess et Nixon moururent le même jour, le 22 avril 1994.
Hess commença à lire les anarchistes américains, principalement sur les recommandations de son ami Murray Rothbard. Il déclara que la lecture des œuvres d'Emma Goldman lui fit réaliser que les anarchistes prônaient tout ce qu'il avait espéré que le Parti républicain défende. Selon lui, Goldman était la source des meilleures et plus essentielles théories d'Ayn Rand, mais sans le « solipsisme délirant dont Rand était si friande ».
De 1969 à 1971, Hess fut co-rédacteur en chef de The Libertarian Forum aux côtés de Rothbard.
Il en vint à se concentrer sur l’échelle locale et sur la communauté. Il déclara : « La société, c'est des gens ensemble qui créent une culture. » Il identifia deux principes sociaux fondamentaux : « l’opposition à l’autorité politique centrale » et « la considération des individus en tant que personnes. » Son rejet de la politique partisane traditionnelle se refléta dans une conférence où il affirma : « Les démocrates ou les libéraux modernes aux États-Unis pensent que tout le monde est stupide et a besoin de quelqu'un pour leur dire comment se comporter. Les républicains pensent que tout le monde est paresseux... ».
En 1969 et 1970, Hess participa à deux conférences gauche-droite aux côtés de Murray Rothbard, Robert LeFevre, Dana Rohrabacher, Samuel Edward Konkin III et Carl Oglesby (ancien dirigeant des Students for a Democratic Society). Ces rencontres visaient à réunir des militants de l'ancienne droite et de la nouvelle gauche dans un mouvement libertarien naissant.
Dans le cadre de son effort pour unir la droite et la gauche libertarienne, Hess rejoignit à la fois les Students for a Democratic Society et les Industrial Workers of the World (IWW). Il expliqua : « Nous avions autrefois un véritable mouvement ouvrier dans ce pays, jusqu'à ce que les dirigeants de l'IWW soient tués ou emprisonnés... ».
Dans les années 1980, Hess rejoignit le Parti libertarien, fondé en 1971. De 1986 à 1990, il fut rédacteur en chef du journal du parti.

## Expérience Adams-Morgan et tentative de retour à la terre
Hess fut un précurseur du mouvement du "Retour à la terre", et son intérêt pour l'autosuffisance et les petites communautés fut en partie motivé par des contraintes gouvernementales. Selon une nécrologie publiée dans Libertarian Party News, « Lorsque l'Internal Revenue Service confisqua tous ses biens et imposa une saisie à 100 % de ses futurs revenus, Hess (qui avait appris la soudure à la Bell Vocational School) survécut en échangeant son travail contre de la nourriture et des biens ».
Au début des années 1970, Hess participa à une expérimentation communautaire dans le quartier Adams Morgan de Washington, D.C., où il avait grandi. Il raconta cette expérience dans son livre Community Technology. Hess s'intéressa également aux technologies alternatives et enseigna des cours sur l’écologie sociale au Institute for Social Ecology dans le Vermont.
Par la suite, Hess et sa femme, Therese, s’installèrent en milieu rural près d'Opequon Creek en Virginie-Occidentale, où il établit un atelier de soudure et construisit une maison abordable reposant sur l'énergie solaire passive.
En 1992, Hess mena une campagne symbolique pour le poste de gouverneur de Virginie-Occidentale. Lorsqu'un journaliste lui demanda quelle serait sa première action s'il était élu, il répondit avec humour : « Je demanderai un recomptage immédiat. »

## Héritage
Dans un article d'opinion publié en 2012 par Reuters, la journaliste new-yorkaise Maureen Tkacik a affirmé que Karl Hess était le grand-père idéologique du mouvement anti-1 %, faisant ainsi de lui le prédécesseur direct de penseurs comme Ron Paul, ainsi que du Tea Party movement et du Occupy movement. Elle cite l'argument détaillé que Hess, dans sa phase libertarienne, a développé dans son livre Dear America pour dénoncer la concentration extrême du pouvoir entre les mains d'une petite élite financière et actionnaire. Tkacik cite des passages du livre de Hess pour démontrer qu'il a élaboré le langage du 1 % contre les 99 % (le premier étant, selon Hess, composé de ceux dont le rôle est manifestement préjudiciable à la grande majorité des Américains).

### Articles
- (en) « The Lawless State: A Libertarian View of the Status of Liberty », National Issues Series of Politics, Constitutional Alliance, vol. 4, n° 4, sur Mises.org, 1969 (consulté le 8 février 2025)
- (en) « Desperate Character », 1976 (consulté le 8 février 2025)

### Ouvrages
- Karl Hess, In a Cause That Will Triumph: The Goldwater Campaign and the Future of Conservatism, 1967 (OCLC 639505)
- Karl Hess et Thomas Reeves, The End of the Draft: The Feasibility of Freedom, 1970 (ISBN 0394708709)
- Karl Hess, Dear America : Autobiographie / manifeste anarchiste, 1975 (ISBN 0688028985)
- Karl Hess et David Morris, Neighborhood Power: The New Localism, 1975 (ISBN 0807008753)
- Karl Hess, Community Technology, 1979 (ISBN 1559501340)
- Karl Hess, A Common Sense Strategy for Survivalists, 1981 (OCLC 9625419)
- Karl Hess, Three Interviews, 1981 (OCLC 9663274)
- Karl Hess, Capitalism for Kids, 1986 (ISBN 0942103068)
- Karl Hess, Mostly on the Edge: An Autobiography, 1999 (ISBN 1573926876)

### Comptes rendus d’ouvrages
- (en) « Review of The Fabulous Insects, edited by Charles Neider », sur The Freeman, 17 mai 1954 (consulté le 8 février 2025), p. 607

## Filmographie
- Karl Hess: Toward Liberty : court métrage documentaire lauréat de l’Oscar du meilleur court métrage documentaire en 1981 (après un Oscar étudiant).
- Anarchism in America : documentaire sorti en 1983, dans lequel Karl Hess intervient de manière significative[12].

## Pour approfondir
- (en) Brian Doherty (dir.), « Hess, Karl (1923–1994) », dans The Encyclopedia of Libertarianism, Thousand Oaks, CA, Sage ; Cato Institute, 2008, 225–226 p. (ISBN 978-1412965804, DOI 10.4135/9781412965811.n136)